# Atalanta Bergamasca Calcio
L'Atalanta Bergamasca Calcio és un club de futbol italià de la ciutat de Bèrgam.

## Història
El primer club de la ciutat va ser el FC Bérgamo, fundat el 1904 per emigrants suïssos. Tres anys més tard nasqué l'Atalanta i el seu nom prové de l'atleta femenina Atalanta de la mitologia grega. L'any 1920 l'Atalanta i un tercer club anomenat Bergamasca s'uniren per formar l'Atalanta Bergamasca di Ginnastica e Scherma 1907. L'any 1928 es traslladà a la seva actual ubicació al viale Giulio Cesare, on es troba el seu estadi, l'Atleti Azzurri d'Italia, antigament anomenat Mario Brumana.
L'any 1929 s'incorporà a la lliga italiana i deu anys més tard aconseguí l'ascens a la primera divisió (Serie A). Des d'aleshores, i fins al 2025 el club ha disputat 63 cops la màxima competició del país. El seu primer títol l'aconseguí el 1963, la Coppa Italia. A nivell internacional la seva millor participació fou una semifinal europea de la Recopa el 1988, fins que el 2024 va guanyar la Lliga Europa de la UEFA.

## Palmarès
- 1 Lliga Europa de la UEFA: 2023-24
- 1 Copa d'Itàlia: 1962-63

## Plantilla 2025-26
A 6 agost 2025
| N. | Pos. | Nac. | Jugador                    |
| -- | ---- | --- | -------------------------- |
| 3  | DEF  | [[Fitxer:Flag of Côte d'Ivoire.svg\|23x15px\|border \|alt=Costa d'Ivori\|link=Selecció de futbol de la Costa d'Ivori\|{{#if:\|]]                     | Odilon Kossounou           |
| 4  | DEF  | [[Fitxer:Flag of Sweden.svg\|23x15px\|border \|alt=Suècia\|link=Selecció de futbol de Suècia\|{{#if:\|]]                                             | Isak Hien                  |
| 7  | MIG  | [[Fitxer:Flag of Ghana.svg\|23x15px\|border \|alt=Ghana\|link=Selecció de futbol de Ghana\|{{#if:\|]]                                                | Kamaldeen Sulemana         |
| 8  | MIG  | [[Fitxer:Flag of Croatia.svg\|23x15px\|border \|alt=Croàcia\|link=Selecció de futbol de Croàcia\|{{#if:\|]]                                          | Mario Pašalić              |
| 9  | DAV  | [[Fitxer:Flag of Italy.svg\|23x15px\|border \|alt=Itàlia\|link=Selecció de futbol d'Itàlia\|{{#if:\|]]                                               | Gianluca Scamacca          |
| 13 | MIG  | [[Fitxer:Flag of Brazil.svg\|23x15px\|border \|alt=Brasil\|link=Selecció de futbol del Brasil\|{{#if:\|]]                                            | Éderson                    |
| 15 | MIG  | [[Fitxer:Flag of the Netherlands.svg\|23x15px\|border \|alt=Països Baixos\|link=Selecció de futbol dels Països Baixos\|{{#if:\|]]                    | Marten de Roon (capità)    |
| 16 | DEF  | [[Fitxer:Flag of Italy.svg\|23x15px\|border \|alt=Itàlia\|link=Selecció de futbol d'Itàlia\|{{#if:\|]]                                               | Raoul Bellanova            |
| 17 | MIG  | [[Fitxer:Flag of Belgium (civil).svg\|23x15px\|border \|alt=Bèlgica\|link=Selecció de futbol de Bèlgica\|{{#if:\|]]                                  | Charles De Ketelaere       |
| 19 | DEF  | [[Fitxer:Flag of Albania.svg\|23x15px\|border \|alt=Albània\|link=Selecció de futbol d'Albània\|{{#if:\|]]                                           | Berat Djimsiti (2n capità) |
| 22 | DEF  | [[Fitxer:Flag of England.svg\|23x15px\|border \|alt=Anglaterra\|link=Selecció de futbol d'Anglaterra\|{{#if:\|]]                                     | Ben Godfrey                |
| 23 | DEF  | [[Fitxer:Flag of Bosnia and Herzegovina.svg\|23x15px\|border \|alt=Bòsnia i Hercegovina\|link=Selecció de futbol de Bòsnia i Hercegovina\|{{#if:\|]] | Sead Kolašinac             |

| N. | Pos. | Nac. | Jugador           |
| -- | ---- | --- | ----------------- |
| 24 | MIG  | [[Fitxer:Flag of Serbia.svg\|23x15px\|border \|alt=Sèrbia\|link=Selecció de futbol de Sèrbia\|{{#if:\|]] | Lazar Samardžić   |
| 25 | MIG  | [[Fitxer:Flag of Ghana.svg\|23x15px\|border \|alt=Ghana\|link=Selecció de futbol de Ghana\|{{#if:\|]]    | Ibrahim Sulemana  |
| 27 | DEF  | [[Fitxer:Flag of Italy.svg\|23x15px\|border \|alt=Itàlia\|link=Selecció de futbol d'Itàlia\|{{#if:\|]]   | Marco Palestra    |
| 29 | POR  | [[Fitxer:Flag of Italy.svg\|23x15px\|border \|alt=Itàlia\|link=Selecció de futbol d'Itàlia\|{{#if:\|]]   | Marco Carnesecchi |
| 31 | POR  | [[Fitxer:Flag of Italy.svg\|23x15px\|border \|alt=Itàlia\|link=Selecció de futbol d'Itàlia\|{{#if:\|]]   | Francesco Rossi   |
| 42 | DEF  | [[Fitxer:Flag of Italy.svg\|23x15px\|border \|alt=Itàlia\|link=Selecció de futbol d'Itàlia\|{{#if:\|]]   | Giorgio Scalvini  |
| 44 | MIG  | [[Fitxer:Flag of Italy.svg\|23x15px\|border \|alt=Itàlia\|link=Selecció de futbol d'Itàlia\|{{#if:\|]]   | Marco Brescianini |
| 57 | POR  | [[Fitxer:Flag of Italy.svg\|23x15px\|border \|alt=Itàlia\|link=Selecció de futbol d'Itàlia\|{{#if:\|]]   | Marco Sportiello  |
| 69 | DEF  | [[Fitxer:Flag of Italy.svg\|23x15px\|border \|alt=Itàlia\|link=Selecció de futbol d'Itàlia\|{{#if:\|]]   | Honest Ahanor     |
| 70 | DAV  | [[Fitxer:Flag of Italy.svg\|23x15px\|border \|alt=Itàlia\|link=Selecció de futbol d'Itàlia\|{{#if:\|]]   | Daniel Maldini    |
| 77 | DEF  | [[Fitxer:Flag of Italy.svg\|23x15px\|border \|alt=Itàlia\|link=Selecció de futbol d'Itàlia\|{{#if:\|]]   | Davide Zappacosta |

## Jugadors històrics destacats
- Stefano Angeleri
- Adriano Bassetto
- Angelo Domenghini
- Giuseppe Savoldi
- Claudio Caniggia
- Glenn Peter Strömberg
- Paolo Montero
- Cesare Prandelli
- Christian Vieri
- Filippo Inzaghi
- Cristiano Lucarelli
- Cristiano Doni
- Roberto Donadoni
- Alessio Tacchinardi
- Domenico Morfeo
- Ivan Pelizzoli
- Gianni Comandini